# Norwegische Große Landesloge

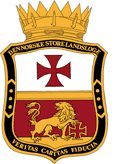
Wappen der Großen Norwegischen Landloge (Norske Store Landsloge)

Die Norwegische Große Landesloge (norw. Den Norske Store Landsloge) ist die höchste Freimaurerloge im Norwegischen Freimaurerorden (Den Norske Frimurerorden). Der lateinische Wahlspruch der Loge lautet: Veritas, Caritas, Fiducia (norw. Sannhet, Barmhjerighet, Trofasthet, deutsch: Wahrheit, Barmherzigkeit, Treue).
Die Loge wurde am 27. Juni 1856 als Stewardsloge Nr. 1 eingeweiht. Das Stammhaus der Loge befindet sich in der Øvre Vollgate 19, in Oslo (zum Gründungszeitpunkt Christiania).

## Großmeister
| #                | Beruf und Name                                                   |  | Leben     | Beginn   | Ende          |
| ---------------- | ---------------------------------------------------------------- |  | --------- | -------- | ------------- |
| 1                | Richter am Landgericht Haagen Andreas Magnus Krog                |  | 1813–1863 | 1856     | 1863          |
| 2                | Professor Andreas Christian Conradi                              |  | 1809–1868 | 1863     | 1868          |
| 3                | Hofrat und Generalleutnant Hans Kirkegaard Fleischer             |  | 1803–1884 | 1868     | 1876          |
| 4                | Generalleutnant und Minister Harald Nicolai Storm Wergeland      |  | 1814–1893 | 1876     | 1890          |
| 5                | Generalleutnant und Ministerpräsident Otto Richard Kierulf       |  | 1825–1897 | 1890     | 1891          |
| 6                | Kronprinz Gustav von Schweden                                    |  | 1858–1950 | 1891     | 1905          |
| Vakant 1905–1913 |                                                                  |  |           |          |               |
| 7                | Richter Christian Malthe Sørensen                                |  | 1832–1924 | 1913     | 1917          |
| 8                | Jurist, Beamter und Kammerherr . Dr. phil. August Christian Mohr |  | 1847–1918 | Mai 1917 | Dezember 1917 |
| 9                | Staatsanwalt Ditlev Emil Gottfried Schwabe-Hansen                |  | 1844–1924 | 1918     | 1924          |
| 10               | Generalkonsul Jacob Christian Just Schram                        |  | 1870–1952 | 1924     | 1939          |
| 11               | Generalmajor Ivar Aavatsmark                                     |  | 1864–1947 | 1939     | 1947          |
| 12               | Rechtsanwalt am norwegischen obersten Gerichtshof Carl Kaas      |  | 1884–1966 | 1947     | 1957          |
| 13               | Rektor Birger Brinck Lund                                        |  | 1888–1963 | 1957     | 1963          |
| 14               | Disponent Oscar Sverre Fleischer                                 |  | 1889–1981 | 1963     | 1966          |
| 15               | Direktor Nils Petter Baklund                                     |  | 1892–1972 | 1966     | 1970          |
| 16               | Redakteur Bjørn Nicolai Bjørnsen Bunkholdt                       |  | 1894–1974 | 1970     | 1972          |
| 17               | Staatssekretär Sven Gjørg Jørgensen                              |  | 1904–1997 | 1972     | 1980          |
| 18               | Direktor Nils-Petter Wedege                                      |  | 1909–2008 | 1980     | 1984          |
| 19               | Professor Dr. med. Ola Knutrud                                   |  | 1919–1996 | 1984     | 1990          |
| 20               | Direktor Syver Hagen                                             |  | 1926–2001 | 1990     | 1996          |
| 21               | Architekt Halfdan Wiberg                                         |  | 1931–     | 1996     | 2005          |
| 22               | Veterinärmediziner Olav Lyngset                                  |  | 1937–     | 2005     | 2010          |
| 23               | Konsul Kåre-Bjørn Kongsnes                                       |  | 1946–     | 2010     | 2011          |
| 24               | Disponent Ragnar Tollefsen                                       |  | 1947-     | 2011     |               |